# Sławomir Milewski
Sławomir Piotr Milewski (ur. 1955 w Pucku) – polski profesor chemii specjalizujący się w biochemii, a zwłaszcza w opracowywaniu nowych leków. Kierownik Katedry Technologii Leków i Biochemii na Wydziale Chemicznym Politechniki Gdańskiej. W latach 2016–2019 pełnił funkcję dziekana Wydziału Chemicznego PG. W latach 2019–2024 prorektor ds. nauki PG.

## Życiorys
W 1979 roku ukończył studia na Wydziale Chemicznym Politechniki Gdańskiej. Po ukończeniu w 1984 studium doktoranckiego został zatrudniony na macierzystym wydziale w Katedrze Technologii Leków i Biochemii. W 1985 r. uzyskał stopień naukowy doktora, w 1994 r. – doktora habilitowanego, a w 2002 r. otrzymał tytuł naukowy profesora nauk chemicznych.
Od 2008 r. zajmuje stanowisko profesora zwyczajnego PG. Kierownik Katedry Technologii Leków i Biochemii. W kadencji 1999–2002 był prodziekanem ds. nauki, a w kadencjach 2002–2005, 2012-2016 i 2016-2019 dziekan Wydziału Chemicznego. Obecnie prorektor ds. Nauki Politechniki Gdańskiej. Kierownik Centrum Doskonałości ChemBioFarm (2004–2010). Członek Senatu PG od 2002 r. W kadencji 2011–2012 prof. Milewski był członkiem Centralnej Komisji ds. Stopni i Tytułów Naukowych.
Działalność naukowa prof. Milewskiego i współpracowników skupiona jest na poszukiwaniu i projektowaniu chemoterapeutyków mogących znaleźć zastosowanie w leczeniu grzybic układowych powodowanych przez patogenne drobnoustroje grzybowe, w tym szczególnie szczepy wielolekoporne. Głównymi obiektami badań są pochodne antybiotyków przeciwgrzybowych z grupy makrolidów polienowych oraz związki o strukturze aminokwasowej i peptydowej. Ważnym elementem prac badawczych zespołu prof. Milewskiego jest identyfikacja i charakterystyka nowych celów molekularnych dla chemoterapii przeciwgrzybowej, w tym szczególnie enzymów uczestniczących w szlakach biosyntezy aminokwasów oraz składników grzybowej ściany komórkowej.

## Dorobek naukowy
Jest autorem lub współautorem ponad 120 artykułów w czasopismach naukowych z bazy JCR, 3 rozdziałów w książkach, 3 skryptów akademickich oraz 14 patentów krajowych i zagranicznych. Kierownik grantów KBN, MNiSW i NCN (w sumie 11) oraz 3 grantów inwestycyjno-aparaturowych na kwotę ogólną blisko 7 mln zł. Członek Editorial Board czasopisma Frontiers in Microbiology. Wypromował 14 doktorów, był opiekunem ponad 80 prac dyplomowych magisterskich i inżynierskich.
W latach 1993–1994 odbył staż podoktorski w Uniwersytecie Aberdeen jako stypendysta The Royal Society, ponadto przebywał na stażach krótkoterminowych, w tym także jako visiting professor, w Uniwersytecie Walijskim w Bangor, Uniwersytecie Guanajuato w Meksyku, Uniwersytecie Camerino (Włochy) i Uniwersytecie Jawaharlal Nehru w Nowym Delhi (Indie). Prof. Milewski wraz ze swoim zespołem naukowym prowadzi intensywną współpracę z wieloma ośrodkami naukowymi krajowymi i zagranicznymi, w tym m.in. z USA, Kanady, Włoch, Francji, Niemiec, Brazylii, Republiki Czeskiej, Meksyku i Indii.

## Odznaczenia i wyróżnienia
- Złoty Krzyż Zasługi
- Medal Komisji Edukacji Narodowej